# Seamusica
La Seamusica è una casa discografica italiana fondata a Catania nel 1979.

## Storia
Fondata da Franco Lanzanò, Gino Finocchiaro e Tony Ranno (questi ultimi due erano componenti dei Beans), subentrano in un secondo momento Salvo La Rosa (omonimo del noto presentatore siciliano), Mario Patania e Francesco Wolter. La vecchia gestione della Seamusica ha realizzato 4 edizioni del Festival Siciliano condotto da Pippo Baudo. Ha sede a Catania in Via Santa Maria di Betlem, 3. Nel corso degli anni ha pubblicato incisioni di Gianni Celeste, Tony Colombo, Daniele De Martino, Teppisti dei Sogni, Beans, Nico dei Gabbiani, Antonella Arancio, Giuseppe Castiglia, Francesco Benigno, Carmelo Zappulla, Gianni Vezzosi, Mauro Nardi, Brigantony, e Angelo Cavallaro. Principalmente produce brani Neomelodici.
Nel 2018 acquista la GS Record, altra casa discografica storica.
Il direttore artistico della Seamusica è Salvo La Rosa.

## Artisti
- Antonio Cannata
- Gianni Celeste
- Corrado
- Massimo
- Beppone
- Gennarino
- Michele D'Amico
- Bruno Mauri
- Gianni Di Giovanni
- Gianni Luna
- Mario D'Amore
- Mimmo Dani
- Franco Stino
- Martino
- Pino Gentile
- Angelo Cavallaro
- Salvo Nicolosi
- Tony Colombo
- Francesco Benigno
- Francesco D'Aleo
- Daniele De Martino
- Niko Pandetta
- Nino Porzio
- Gianni Vezzosi
- Lenny Russo